# Kirchberg (Suíça)
Kirchberg é uma comuna da Suíça, no Cantão São Galo, com cerca de 8 070 habitantes. Estende-se por uma área de 42,59 km², de densidade populacional de 189 hab/km². Confina com as seguintes comunas: Fischingen (TG), Jonschwil, Lütisburg, Mosnang, Rickenbach (TG), Sirnach (TG), Wilen (TG).
A língua oficial nesta comuna é o Alemão.

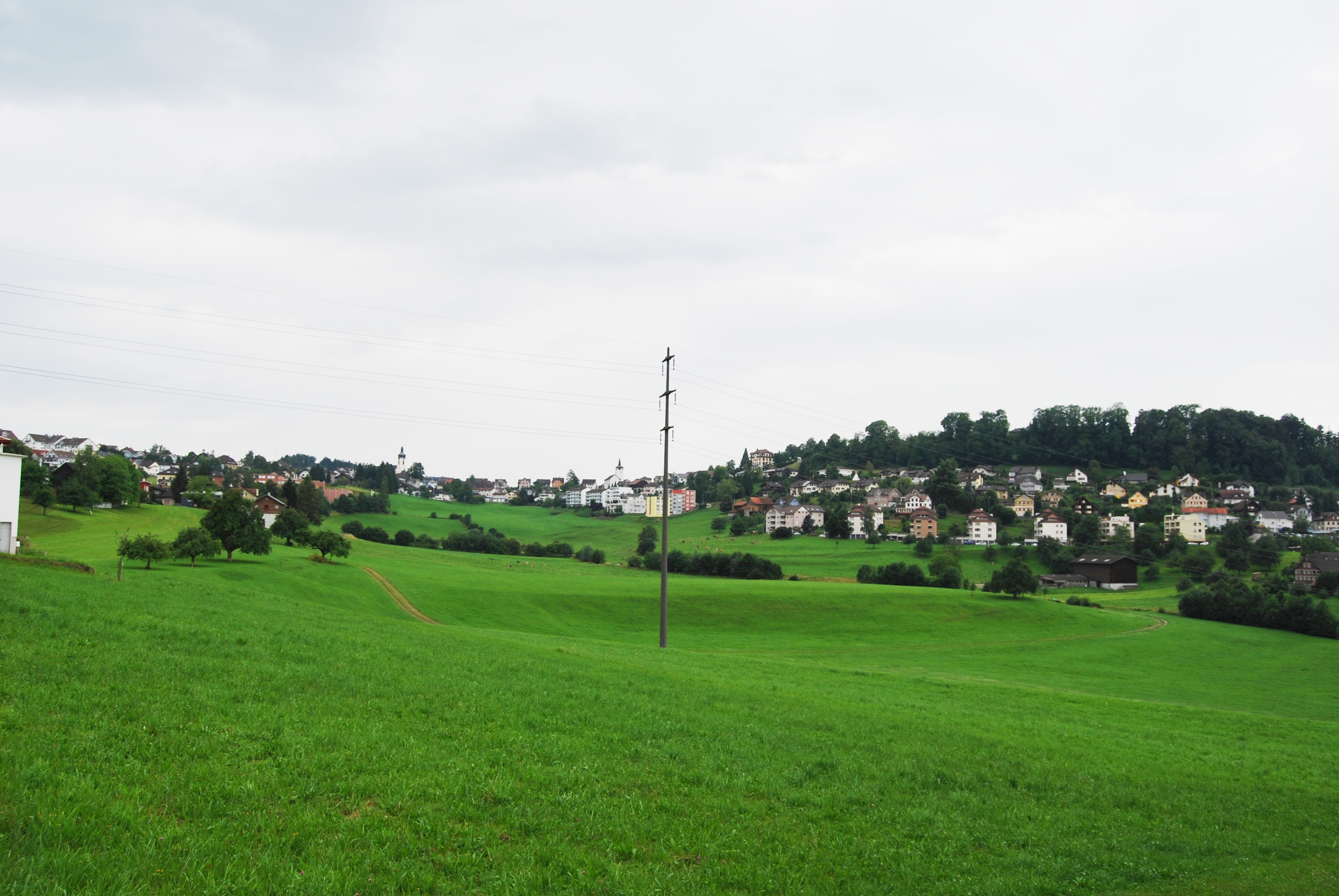
Kirchberg